# Pribautki
Pribautki (in russo Прибаутки?) (Chansons plaisantes) sono quattro brevi composizioni per voce e otto strumenti composte da Igor' Fëdorovič Stravinskij nel 1914. Il testo originale è in russo, ma vengono ugualmente eseguite in francese nella traduzione di Charles-Ferdinand Ramuz.

## Storia
Nei primi mesi del 1914 Stravinskij, durante un suo breve soggiorno a Kiev, mentre cercava materiale relativo alle nozze contadine nell'ipotesi di scrivere una cantata su questo soggetto, trovò alcune raccolte di poesie popolari russe che portò con sé quando rientrò in Svizzera poco prima dello scoppio della guerra. Da queste poesie ne scelse alcune che diventeranno le Berceuses du chat e le Pribautki. Il testo originale russo venne tradotto dallo scrittore svizzero Ramuz di comune accordo con il musicista che gli spiegò le sottigliezze e le particolarità degli accenti della sua lingua madre. La prima esecuzione avvenne a Parigi nel maggio del 1919 alla Salle Gaveau; nell'autunno furono poi eseguite durante alcuni concerti in città della Svizzera, unitamente ad altre composizioni da camera di Straviskij, grazie all'aiuto del mecenate Werner Reinhart.

## Testi
- L'oncle Armand ( Moderato)

   Console-toi, vieil oncle Armand;

   tu te fais bien trop de mauvais sang,

   laisse aller tout droit ta jument

   à l'auberge du Cheval Blanc:

   là est un joli vin clair,

   qui fait soleil dans le verre;

   le joli vin rend le coeur content:

   noie ton chagrin dedans.
- Le four ( Allegro)

   Louise, viens vite,

   viens vite, ma fille:

   la pâte est levée...

   cours à la cuisine

   chercher la farine...

   Les canards commencent

   à souffler dans leurs mirlitons crevés.

   Voilà le coq qui leur répond

   et les poules qui tournent en rond.
- Le colonel (Allegretto)

    Le colonel part pour la chasse,

    tire sur une bécasse, manque la bécasse,

    tire sur une perdrix, la perdrix s'en fuit,

    tombe et casse son fusil;

    il appelle son chien

    son chien ne répond rien;

    sa femme l'a reçu, sa femme l'a battu...

    Chassera jamais plus.
- Le vieux et la lièvre (Lento)

     Dans une ville en l'air,

     un vieux assis par terre.

     Et puis voilà que le vieux

     fait cuire sa soupe sans feu.

     Un lièvre sur la route 

     lui demande sa soupe.

     Et le vieux a dit comme ça,

     au bossu de se tenir droit,

     au manchot d'étendre les bras,

     et au muet de parler plus bas.

## Analisi
Benché i Pribautki siano stati scritti pensando ad una voce maschile (Stravinskij infatti afferma di aver avuto in mente la voce baritonale del fratello Gurij), sono generalmente interpretate da un soprano. La voce è protagonista di questi brevi pezzi che sono in sostanza dei nonsense tratti dalla fantasia popolare. Il testo, scritto su parole divertenti e senza senso, non necessitano di alcuna particolare sottolineatura musicale; la voce, anzi, è impiegata a fare da sostegno alla musica nel suo libero fluire. Ad esempio nel primo pezzo, L'oncle Armand, il canto si alterna su due sole brevi linee melodiche ripetute, accompagnate, in contrasto, da una strumentazione che gioca su di un politonalismo appena accennato, per poi spiegarsi in libertà in divertenti vocalizzi. Anche gli altri tre pezzi si discostano notevolmente dai classici brani cameristici per apparentarsi invece ad una spontanea vena rusticana, paesana, intrisa di umorismo. La musica, però, come ebbe a precisare lo stesso musicista, non contiene un reale materiale folcloristico; l'aspetto popolaresco delle quattro filastrocche è dovuto all'innata capacità di Stravinskij di reinventarsi la musica traendola da una memoria inconscia di melodie antiche della sua terra

## Organico
Voce, flauto, oboe, corno inglese, clarinetto, violino, viola, violoncello, contrabbasso